# 瑞丽山龙眼
瑞丽山龙眼（学名：Helicia shweliensis）为山龙眼科山龙眼属下的一个种。

## 扩展阅读
維基物種上的相關：瑞丽山龙眼